# Uma Vítima do Fanatismo

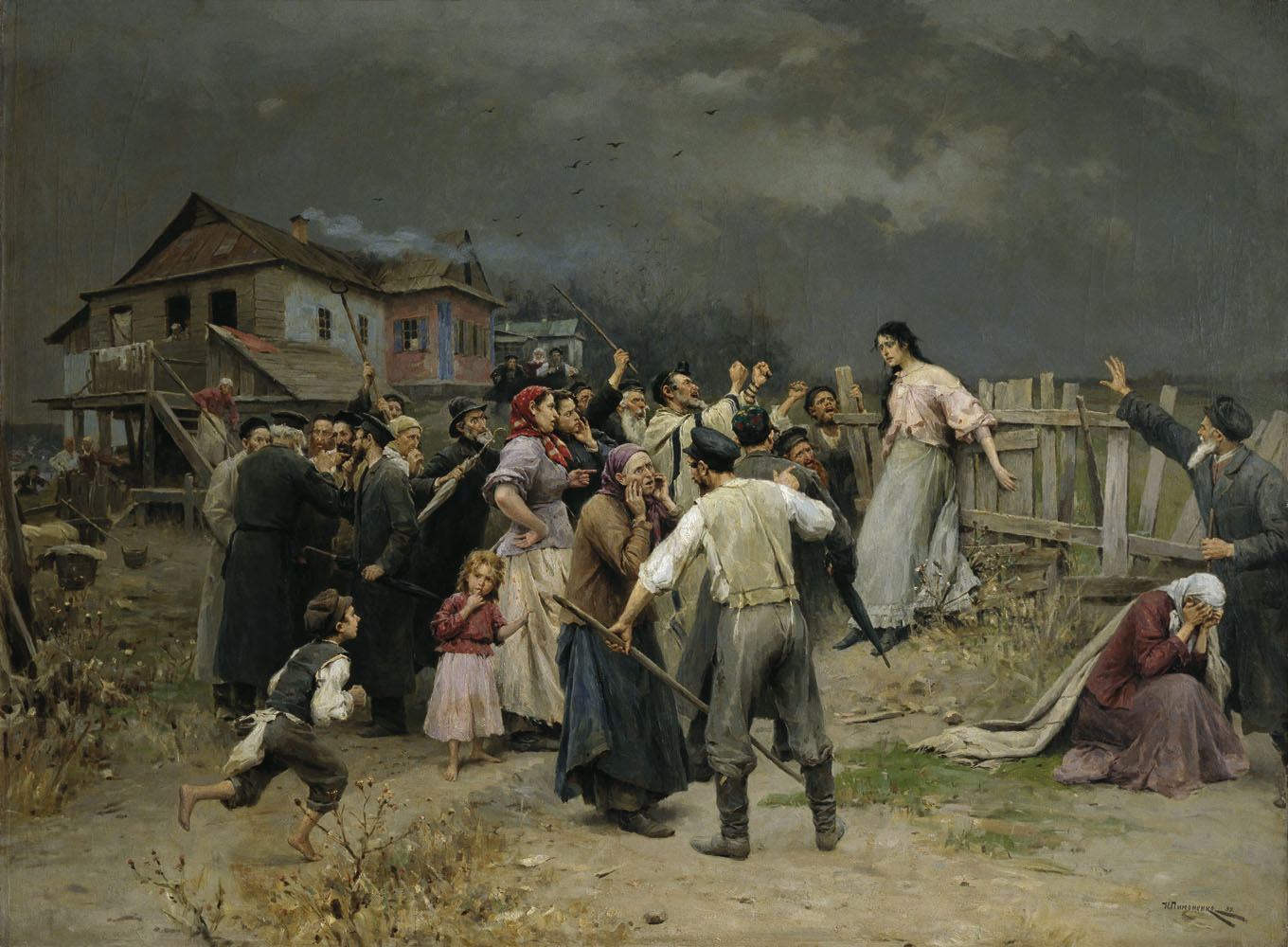

Vítima de fanatismo ( em ucraniano:  Жертва фанатизму   ) é uma pintura de Mykola Pymonenko, pintada em 1899.

## Contexto
Pymonenko havia lido um relato de jornal sobre um ataque de membros da comunidade judaica a uma garota que se apaixonou por um ferreiro ucraniano e decidiu se converter ao cristianismo para se casar com ele. Pymonenko visitou a cidade de Kremenets em Volhynia, onde fez muitos esboços da natureza.

## Assunto
Uma jovem com uma camisa rasgada, fugindo de uma multidão enfurecida, se agarra a uma cerca, uma cruz é visível em seu pescoço. Diretamente em frente a ela está um homem balançando os punhos, vestindo roupas rituais judaicas - além da kipá, ele usa um tefilin e um talit . O resto dos habitantes da cidade estão vestidos casualmente. Muitos deles estão armados com paus, guarda-chuvas e pinças. Os pais da menina estão um tanto distantes: a mãe está chorando, afastando-se da filha, e o pai está com a mão direita erguida em sinal de renúncia à filha.

## Detalhes técnicos
A pintura é óleo sobre tela . Atualmente, está em exibição no Museu de Arte de Kharkiv .